# When Fortune Smiles
Pour plus de détails, voir Fiche technique et Distribution.
When Fortune Smiles (無敵幸運星, Mou dik hang wan sing) est une comédie d'action hongkongaise réalisée par Anthony Chan (en) et sortie en 1990 à Hong Kong.
Elle totalise 18 799 869 HK$ de recettes au box-office.

## Synopsis
Un vieil homme très riche lègue tout ce qu'il possède à sa fille avant de mourir. Jaloux, son neveu (Shing Fui-on) demande à Tricky Star (Stephen Chow) de dérober le testament pour mettre son nom dessus. Mais le fils du vieil homme (Anthony Wong) découvre une sans-abris (Sandra Ng) qui est le sosie de sa sœur et l'engage pour toucher l'héritage. Le testament pose cependant une condition : qu'elle trouve un mari. Tricky Star essaie alors de la séduire.

## Fiche technique
- Titre original : 無敵幸運星
- Titre international : When Fortune Smiles
- Réalisation : Anthony Chan (en)
- Scénario : Raymond To (en)
- Photographie : Chan Kwong-hung et Derek Wan
- Montage : Jun Chui et Kwong Chi-leung
- Musique : Richard Yuen
- Production : Yuen Kam-lun
- Société de production : Mobile Film Production
- Société de distribution : Golden Harvest
- Pays d'origine :  Hong Kong
- Langue originale : cantonais
- Format : couleur
- Genre : comédie d'action
- Durée : 90 minutes
- Dates de sortie :
  - Hong Kong : 27 septembre 1990
  - Taïwan : 24 octobre 1990
  - Corée du Sud : 22 décembre 1990

## Distribution
- Stephen Chow : Tricky Star/Vincent Han
- Sandra Ng : Chao Fei-Fei
- Anthony Chan (en) : l’inspecteur Huang
- Anthony Wong : Wei
- Shing Fui-on : Lung
- Kau Lam : Chao
- Cutie Mui (en) : la femme de Wei